# Regina José Galindo
Regina José Galindo (Guatemala-Stad, 1974) is een Guatemalteeks kunstenares die bekend is geworden vanwege haar bodyart en performances. Ze is geboren in Guatemala-Stad tijdens de Guatemalteekse burgeroorlog. Als thema's heeft ze geweld, onrecht en onderdrukking tegen met name vrouwen.

## Performances

### Eigen vlees
Haar eerste performances waren in 1999 in Guatemala waarmee ze internationale faam verwierf. Ze hing zichzelf op in een crucifixhouding en projecteerde krantenartikelen over vrouwenmishandeling op haar naakte lichaam. Ze heeft zich in 2005 in een vuilniszak op de gemeentelijke vuilnisstortplaats laten dumpen en kerfde het woord perra (teef) in haar vlees. In haar werk Himenoplastia is op video te zien hoe haar maagdenvlies chirurgisch werd hersteld, een operatie die vele vrouwen in de wereld ondergaan uit angst voor afwijzing en vernedering. Hiervoor kreeg ze de Golden Lion Award op de Biënnale van Venetië in 2005.
Ook de nasleep van de burgeroorlog is een thema in het werk van Galindo. Tijdens de performance ¿Quién Puede Borrar las Huellas? (Wie kan de sporen uitwissen?), uitgevoerd in 2003, liep ze van het Congres naar het Nationale Paleis in Guatemala. Ze doopte haar voeten in menselijk bloed om zo een spoor na te laten. Hiermee protesteerde ze tegen de kandidatuur voor het presidentschap van voormalig dictator Efraín Ríos Montt. Ook liet ze zich onder de titel Social Cleansing door een waterkanon bespuiten.

### Lijken
Recenter werk lijkt er op te wijzen dat Galindo niet alleen haar eigen lichaam meer als uitgangspunt gebruikt voor haar werk. In 2007 maakte ze een video-drieluik XX. Hier toonde ze de begrafenis van tientallen ongeïdentificeerde lichamen van mannen, vrouwen en kinderen die in plastic zakken in de grond verdwenen. De kunstenares zette op elke plek een witte grafsteen met als opschrift "Guatemala 2007" en een dubbele X voor de naamloze dode.
In 2008 was er in het Museum voor Moderne Kunst in Arnhem een tentoonstelling over haar werk van de afgelopen 10 jaar te zien. Drie jaar later, in 2011, stond ze opnieuw in de belangstelling in Nederland met een onderscheiding in een van de Prins Claus Prijzen.

## Werk
- 1999: Lo voy a gritar al viento, Guatemala-Stad
- 1999: El cielo llora tanto que debería ser mujer, Guatemala-Stad and Madrid, Spanje
- 2000: Sobremesa, Guatemala-Stad
- 2001: Angelina, Guatemala-Stad
- 2003: ¿Quién puede borrar las huellas?, Guatemala-Stad
- 2004: El Peso de la Sangre, Plaza Central, Guatemala-Stad
- 2005: Perra, Prometeo Galery, Milaan, Italië
- 2006: Corona, Plaza Central, Guatemala-Stad
- 2007: Confesión, Palma de Mallorca, Spanje
- 2011: ALARMA, Banco de España-metrostation, Madrid, Spanje